# 14 ноября
14 ноября — 318-й день года (319-й в високосные годы) по григорианскому календарю.
До конца года остаётся 47 дней.
До 15 октября 1582 года — 14 ноября по юлианскому календарю, с 15 октября 1582 года — 14 ноября по григорианскому календарю.
В XX и XXI веках соответствует 1 ноября по юлианскому календарю.

## Праздники и памятные дни

### Международные
- ООН — Всемирный день борьбы с диабетом.

### Религиозные
Католицизм
 — Память Альберика Утрехтского, святителя, архиепископа епархии Утрехта (784 год);
 — память Григория Паламы, святителя, архиепископа Фессалоникийского, средневекового мистика, византийского богослова и философа, одного из основателей исихазма (1357—1359 годы);
 — память Иоанна Личчио, преподобного, монаха доминиканского ордена, священника, «апостола Сицилии» (1511 год).
 Православие
 — Память бессребреников и чудотворцев Космы и Дамиана Асийских и матери их преподобной Феодотии (III век);
 — память священномучеников Александра Смирнова и Феодора Ремизова, пресвитеров (1918 год);
 — память священномучеников Александра Шалая и Димитрия Овечкина, пресвитеров, мученицы Елисаветы Самовской (1937 год);
 — память мученика Петра Игнатова (1941 год);
 — память священномучеников Иоанна епископа и Иакова пресвитера, в Персии пострадавших (около 345 года);
 — память мучениц Кириены и Иулиании (305—311 годы);
 — память мученика Ерминингельда, царевича Готфского (586 год);
 — память мучеников Кесария, Дасия и с ними пяти (VII век).

## События

### До XIX века
- 1501 — 16-летняя Екатерина Арагонская выходит замуж за 15-летнего Артура, принца Уэльского.
- 1770 — Шотландский исследователь Джеймс Брюс обнаруживает источник Голубого Нила на северо-западе Эфиопии, основу потока Нила.

### XIX век
- 1851 — в США опубликован полный текст романа Германа Мелвилла «Моби Дик».
- 1854 — в результате бури на Чёрном море погибло несколько судов англо-французской эскадры, в том числе — «Чёрный принц».
- 1860 — Пекинский трактат между Россией и Китаем: к России присоединён Уссурийский край.
- 1861 — корвет SMS Amazone[англ.] прусского флота затонул в штормовом море у побережья Нидерландов. Погибли все члены экипажа.
- 1896 — начала работу гидроэлектростанция на Ниагарском водопаде.
- 1900 — французский сенат одобряет разрешение женщинам работать в адвокатуре.

### XX век
- 1901 — венский врач Карл Ландштейнер разделил все образцы крови на три группы: А, В и 0.
- 1903 — в Нидерландах сообщается об изобретении электрокардиографа.
- 1907 — в России начала работу III Государственная дума.
- 1908
  - Победа либералов на Кубе привела к тому, что президентом стал Хосе Гомес (находился у власти до 1913 года).
  - Альберт Эйнштейн представил квантовую теорию света.
- 1909 — французский пароход «Scyne» утонул после столкновения с английским пароходом «Onda» у Сингапура. Погибло более 100 человек.
- 1910 — в Норфолке (США) Ю. Эли совершает первый взлёт с палубы крейсера на биплане Г. Кёртисса.
- 1914 — в Турции взорван храм-усыпальница русских воинов, погибших во время русско-турецкой войны 1877—1878 годов. Снос был заснят на киноплёнку известным турецким кинематографистом Фуатом Узкынаем и стал первым документальным фильмом в истории турецкого кинематографа.
- 1916 — знаменитая речь лидера кадетов Павла Милюкова на открытии осенней сессии Думы: «Что это? Глупость или измена?»
- 1917
  - После бегства Александра Керенского Верховным главнокомандующим становится генерал Н. Духонин.
  - Захват власти в Оренбурге атаманом Александром Дутовым.
  - Положение ВЦИК о рабочем контроле.
- 1918
  - На Украине формируется директория во главе с Симоном Петлюрой, который свергает гетмана Павла Скоропадского.
  - Лейбористская партия Великобритании принимает решение о выходе из правительственной коалиции.
  - Капитуляция германских войск в Северной Родезии.
  - Открытие Временного национального собрания Чехословакии. Томаш Масарик избирается президентом Чехословакии.
- 1919 — взятие Красной Армией города Омска. Поражение войск адмирала Колчака.
- 1920
  - В Греции всеобщие выборы заканчиваются сокрушительным поражением сторонников премьер-министра Венизелоса.
  - В России Красная армия занимает Севастополь в Крыму.
- 1921 — основана Коммунистическая партия Испании.
- 1922
  - Выходит в эфир первая передача «Би-би-си» с радиостанции «2LO», хотя лицензия была получена только 18 января 1923.
  - Янис Чаксте избирается I Сеймом Латвийской Республики президентом страны.
- 1923 — в Италии принимается новый Закон о выборах в парламент, согласно которому партия, набравшая наибольшее количество голосов, получает 2/3 мест в парламенте.
- 1925 — в Париже открывается выставка искусства сюрреалистов, включающая работы Макса Эрнста, Мана Рэя, Джоан Миро и Пабло Пикассо.
- 1927 — Исключение Троцкого и Зиновьева из ВКП(б), Каменева и Х. Раковского — из ЦК ВКП(б).
- 1928 — На парламентских выборах в Новой Зеландии Объединённая (либеральная) партия во главе с Джозефом Уордом завоёвывает 25 мест, реформисты — 25 мест и лейбористы — 19 мест.
- 1930 — в Японии покушение на премьер-министра Хамагути совершает молодой человек из патриотической организации.
- 1932 — в Югославии хорватские и сербские демократы выступили против диктаторских полномочий короля и потребовали принятия новой конституции.
- 1935
  - Состоялось I Всесоюзное совещание стахановцев.
  - На парламентских выборах в Великобритании поддерживающие правительство партии получают 429 мест, а оппозиции достались 184 места.
  - Президент США Франклин Делано Рузвельт объявил Филиппины свободным государством.
- 1936
  - В СССР организуется Гидрометеорологическая служба.
  - Германия отказывается выполнять статьи версальского Договора об интернационализации её территориальных вод.
- 1938 — Постановление ЦК партии о пропаганде в связи с выпуском «Краткого курса истории ВКП(б)».
- 1939
  - На улицах Москвы проходит большой автопробег, посвящённый выпуску миллионного советского автомобиля.
  - Верховный Совет Украинской ССР постановил принять Западную Украину в состав УССР
- 1940
  - Вторая мировая война: бомбардировка Ковентри, погибли 568 человек, разрушена центральная часть города и собор и нанесён серьёзный урон промышленным предприятиям.
  - Окончание визита В. М. Молотова в Берлин.
- 1941 — Вторая мировая война: нацисты в течение дня убивают в белорусском Слониме около 9 тыс. евреев.
- 1943 — Леонард Бернстайн дебютирует в качестве дирижёра Нью-Йоркского филармонического оркестра, заменяя на короткое время Бруно Вальтера.
- 1944
  - Вторая мировая война: Генерал Андрей Власов, перешедший на сторону Германии, обнародует в Праге манифест Комитета освобождения народов России и избирается председателем этого комитета.
  - Соглашение о контрольном механизме в Германии.
- 1945
  - Первым премьер-министром Индонезии назначен Сутан Шарир.
  - Президиум Верховного Совета Украинской ССР подписал указ «О сохранении исторических наименований, уточнения и упорядочения существующих названий сельсоветов и населённых пунктов Измаильской области».
- 1946 — Амстердам, Нидерланды. Самолёт «Дуглас DC-3» компании «KLM Royal Dutch Airlines» разбивается при попытке посадки в очень плохую погоду. Все 26 находившихся на борту человек погибли.
- 1947 — Генеральная Ассамблея ООН принимает резолюцию с требованием провести всеобщие выборы во всей Корее под наблюдением Временной комиссии ООН по Корее.
- 1951 — Лодзь, Польша. Разбивается при взлёте самолёт «Douglas DC-3» компании «LOT Polish Airlines». 16 человек погибли.
- 1952 — В английской газете «Нью мюзикл экспресс» публикуется первый список наиболее продаваемых синглов (пластинки с записью шлягеров).
- 1954 — В Египте президент Нагиб смещён со своего поста.
- 1955 — В Великобритании Дональд Кемпбелл устанавливает мировой рекорд скорости на воде — 321 км/ч.
- 1957 — Великобритания и США безвозмездно передают оружие Тунису, стремясь помешать союзникам СССР поставлять вооружения в эту страну.
  - Передовая статья в «Известиях» под характерным лозунгом тех лет — «Догнать и перегнать».
- 1960 — в Чехословакии на большой скорости столкнулись два пассажирских поезда, погибло 110 человек.
- 1961 — в ФРГ появляется первая женщина-министр — Элизабет Шварцхаупт (министр здравоохранения).
- 1962 — В Великобритании премьер-министр Макмиллан назначает трибунал во главе с Рэдклиффом для проверки работы служб безопасности.
- 1963 — в ходе извержения подводного вулкана появился остров Суртсей.
- 1967 — Великобритания берёт заём на сумму 90 миллионов фунтов стерлингов в Банке международных расчётов.
- 1968 — Первая в Европе трансплантация лёгкого.
- 1969 — с мыса Канаверал стартовал к Луне американский космический корабль «Аполлон-12», пилотируемый астронавтами Ч. Конрадом, А. Бином и Р. Гордоном.
- 1970
  - Вступление СССР в Международную организацию гражданской авиации (ИКАО).
  - В авиакатастрофе, в числе прочих, погибли 45 членов футбольной команды университета Маршалла[8].
- 1971
  - Шенуда III становится 117-м папой Александрийским и патриархом Коптской церкви.
  - Программа «Голос ГДР» начинает трансляцию радиопередач для жителей ФРГ.
- 1973 — Бобби Мур проводит своё 108-е (и финальное) международное выступление за Англию, против Италии на Уэмбли.
- 1975 — Испания приходит к соглашению с Марокко и Мавританией об освобождении Сахары к февралю.
- 1977 — В Великобритании начинается забастовка пожарных (до 12 января 1978).
- 1978
  - В Стокгольме советский Ту-154 при взлёте выкатился с полосы. Никто при этом не погиб.
  - Подписан к печати сборник Андрея Вознесенского «Соблазн».
- 1979 — иранские активы замораживаются в американских банках.
- 1981 — Гамбия и Сенегал создают федеративное государство Сенегамбия (просуществовала до 1989).
- 1982 — в Польше освобождён из заключения лидер «Солидарности» Лех Валенса.
- 1983
  - Британский министр обороны Хезлтайн объявляет о прибытии на военную базу в Гринэм-Коммоне первых крылатых ракет. Фактическое развёртывание в Западной Европе американских ядерных ракет средней дальности.
  - Законодательный совет турецкой части Кипра в одностороннем порядке провозглашает независимость Турецкого федеративного государства Кипр.
- 1985 — Полковник внешней разведки КГБ Олег Гордиевский, высокопоставленный сотрудник органов безопасности, сотрудничавший с британской разведкой, заочно приговаривается в СССР к смертной казни с конфискацией имущества.
- 1986 — американский арбитражёр Айвен Ф. Боски оштрафован на 100 миллионов долларов по обвинению в инсайдерской торговле.
- 1989 — Декларация Верховного Совета СССР о репрессированных народах.
- 1990
  - Катастрофа DC-9 под Цюрихом. Погибают все 46 человек, находящиеся на борту. Причина — ошибочная индикация навигации по системе VHF и несоответствие действий экипажа с предписанными процедурами.
  - Западная Германия изменяет свою конституцию для признания границы по Одеру — Нейсе в качестве границы между объединённой Германией и Польшей.
- 1991
  - Принц Нородом Сианук возвращается в Камбоджу после 13-летнего изгнания в качестве главы временного правительства страны.
  - Репортаж в газете «Известия» — «Союзные министерства». В нём говорится, что союзные министерства, выросшие из «шинели» ракетно-ядерного паритета 1960—1970-х гг., 15 ноября 1991 должны покинуть театр экономических действий.
  - Американские и британские власти огласили приговор двум ливийским сотрудникам разведки, признанным виновными в крушении авиалайнера, выполнявшего в 1988 году рейс Pan Am Flight 103.
- 1992 — Нячанг, Вьетнам. Разбивается при посадке в сильную бурю самолёт Як-40 компании «Vietnam Airlines». Из 31 человека на борту в живых остался один.
- 1993 — президентом Пакистана стал Фарук Легари.
- 1994 — открылось движение между Парижем и Лондоном через тоннель под Ла-Маншем.
- 1996 — изношенный Ан-2 разбился в республике Коми (13 жертв).

### XXI век
- 2002 — дефолт в Аргентине.
- 2003 — открыт транснептуновый объект (90377) Седна.
- 2008 — в Вашингтоне начался первый в истории саммит G20.
- 2016 — землетрясение в Каикоуре в Новой Зеландии магнитудой 7.8.

## Родились

### До XIX века
- 1650 — Вильгельм III Оранский (ум. 1702), штатгальтер (правитель) Нидерландов с 1674, король Англии с 1689.
- 1719 — Леопольд Моцарт (ум. 1787), австрийский скрипач, педагог и композитор, отец Вольфганга Амадея.
- 1750 — Егор Соколов (ум. 1824), русский архитектор, строитель, член Императорской академии художеств.
- 1762 — Карагеоргий (Георгий Петрович; ум. 1817), руководитель Первого сербского восстания против Османского ига (1804—1813), основатель династии Карагеоргиевичей.
- 1765 — Роберт Фултон (ум. 1815), американский изобретатель первого в мире колёсного парохода «Клермонт» (1807).
- 1771 — Мари Франсуа Ксавье Биша (ум. 1802), французский врач, один из основоположников патологической анатомии и гистологии, основатель научной школы.
- 1773 — Алексей Яковлев (ум. 1817), актёр, первый исполнитель ролей Отелло и Гамлета на русской сцене.
- 1774 — Гаспаре Спонтини (ум. 1851), итальянский композитор, один из основоположников жанра большой оперы.
- 1776 — Рене Дютроше (ум. 1847), французский врач, ботаник и физиолог.
- 1778 — Иоганн Непомук Гуммель (ум. 1837), австрийский композитор, пианист.
- 1788 — Михаил Лазарев (ум. 1851), русский адмирал, совершивший три кругосветных плавания, один из первооткрывателей Антарктиды.
- 1797 — Чарлз Лайелл (ум. 1875), английский учёный, основоположник эволюционного учения в геологии.
- 1799 — Козьма Аверин (ум. 1849), российский историк и археолог.

### XIX век
- 1812 — Алеардо Алеарди (ум. 1878), итальянский поэт и патриот.
- 1823 — Михаил Лонгинов (ум. 1875), русский писатель, поэт, мемуарист, библиограф, историк литературы, государственный деятель.
- 1840 — Клод Моне (ум. 1926), французский живописец, основоположник импрессионизма.
- 1843 — Марк Антокольский (ум. 1902), российский скульптор, академик Императорской АХ.
- 1859 — Александр Самсонов (покончил с собой в 1914), русский военный и государственный деятель, генерал от кавалерии.
- 1866 — Александр Борисов (ум. 1934), русский художник, писатель, исследователь, первый живописец Арктики.
- 1876 — Екатерина Гельцер (ум. 1962), русская советская танцовщица, прима-балерина Большого театра.
- 1881 — Николас Шенк (ум. 1969), американский киномагнат еврейского происхождения.
- 1887 — Амадеу ди Соза-Кардозу (ум. 1918), португальский художник, предшественник постмодернизма.
- 1889
  - Джавахарлал Неру (ум. 1964), лидер национально-освободительного движения в Индии.
  - Таха Хусейн (ум. 1973), египетский писатель, литературовед и историк.
- 1890 — Витаутас Кайрюкштис (ум. 1961), литовский художник и искусствовед.
- 1891 — Фредерик Грант Бантинг (ум. 1941), канадский врач и физиолог, в 1921 г. получивший в чистом виде инсулин, лауреат Нобелевской премии (1923).

### XX век
- 1900 — Аарон Копленд (ум. 1990), американский композитор, пианист, дирижёр и педагог.
- 1903 — Александр Косарев (расстрелян в 1939), первый секретарь ЦК ВЛКСМ (1929—1938).
- 1904 — Майкл Рамсей (ум. 1988), 100-й архиепископ Кентерберийский (1961—1974).
- 1906
  - Андрей Абрикосов (ум. 1973), актёр театра и кино, народный артист СССР.
  - Луиза Брукс (ум. 1985), американская танцовщица, модель, актриса немого кино.
- 1907
  - Астрид Линдгрен (ум. 2002), шведская детская писательница.
  - Леонид Седов (ум. 1999), русский советский учёный-механик и математик, академик, Герой Социалистического Труда.
- 1908
  - Михаил Ветров (ум. 1970), советский трубач, педагог.
  - Джозеф Маккарти (ум. 1957), американский сенатор, инициатор политических гонений, названных маккартизмом.
- 1910 — Яков Колотыркин (ум. 1995), советский физикохимик, академик.
- 1912 — Марк Карновский (ум. 1991), советский специалист в области акустики.
- 1913 — Елизавета Быкова (ум. 1989), вторая советская чемпионка мира по шахматам.
- 1917 — Пак Чон Хи (убит 1979), военный и государственный деятель Республики Корея, президент страны (1962—1979).
- 1918 — Павлик Морозов (убит в 1932), советский школьник, пионер-герой.
- 1922
  - Бутрос Бутрос-Гали (ум. 2016), египетский дипломат и политик, 6-й Генеральный секретарь ООН (1992—1996).
  - Вероника Лейк (ум. 1973), американская актриса.
- 1923 — Лев Устинов (ум. 2009), советский и российский драматург, автор пьес-сказок для детей.
- 1924
  - Леонид Коган (ум. 1982), скрипач, народный артист СССР, лауреат Ленинской премии.
  - Марианна Стриженова (ум. 2004), актриса театра и кино, заслуженная артистка РСФСР.
- 1925
  - Жорес Медведев (ум. 2018), российский писатель и учёный-биолог, диссидент.
  - Рой Медведев, советский и российский публицист, представитель левого крыла диссидентского движения в СССР.
- 1928
  - Виталий Масол (ум. 2018), советский и украинский партийный и государственный деятель, председатель Совета Министров УССР (1987—1990), премьер-министр Украины (1994—1995).
  - Кэтлин Хьюз (ум. 2025), американская актриса кино, телевидения и театра.
- 1930 — Эдвард Уайт (погиб в 1967), первый астронавт США, вышедший в открытый космос (1965).
- 1933 — Акира Эндо (ум. 2024), японский учёный—биохимик. Лауреат многих престижных премий.
- 1935 — Хусейн ибн Талал (ум. 1999), король Иордании (1952—1999).
- 1939 — Венди Карлос (при рожд. Уолтер Карлос), американский композитор и клавишница.
- 1940 — Алексей Хвостенко (ум. 2004), советский и российский поэт-авангардист, автор песен, драматург и художник.
- 1942 — Наталья Гутман, виолончелистка, народная артистка СССР.
- 1943
  - Питер Нортон, американский программист, предприниматель и филантроп.
  - Валерий Хлевинский (ум. 2021), советский и российский актёр театра и кино, народный артист РФ.
- 1948 — Карл III, король Великобритании.
- 1949 — Сергей Кургинян, российский политолог и театральный режиссёр.
- 1951 — Чжан Имоу, китайский режиссёр, сценарист, актёр.
- 1953
  - Игорь Бобрин, советский фигурист, чемпион Европы (1981).
  - Доминик де Вильпен, премьер-министр Франции (2005—2007).
- 1954 — Кондолиза Райс, американский государственный деятель, политик, политолог, Госсекретарь США (2005—2009).
- 1957 — Вольфганг Хоппе, восточногерманский и немецкий бобслеист, двукратный олимпийский чемпион, многократный чемпион мира.
- 1958 — Владимир Качан, белорусский живописец-монументалист.
- 1959
  - Дмитрий Дибров, российский журналист, шоумен, телеведущий, продюсер, режиссёр.
  - Пол Макганн, английский актер, известен по роли Восьмого Доктора в фильме «Доктор Кто».
- 1961 — Юрга Иванаускайте, литовская художница, писательница, путешественница.
- 1963 — Лолита Милявская (урожд. Лолита Горелик), советская, украинская и российская певица, актриса, телеведущая.
- 1968 — Светлана Сурганова, российская певица, музыкант, автор песен.
- 1970 — Стивен Бишоп, американский актёр и бывший бейсболист.
- 1979 — Ольга Куриленко, французская актриса и модель украинского происхождения.
- 1982 — Хамдан ибн Мохаммед Аль Мактум, наследный принц эмирата Дубай.
- 1984
  - Мария Кожевникова, российская актриса театра и кино, общественный деятель.
  - Мария Шерифович, сербская певица, победительница конкурса «Евровидение-2007».
- 1985 — Томас Вермален, бельгийский футболист, призёр чемпионата мира (2018).
- 1988 — Симон Шемпп, немецкий биатлонист, 4-кратный чемпион мира.
- 1989 — Влад Кирикеш, румынский футболист, лучший футболист Румынии (2013).
- 1991 — Тэйлор Холл, канадский хоккеист, двукратный чемпион мира (2015, 2016).
- 1993 — Самюэль Умтити, французский футболист, чемпион мира (2018).
- 1996 — Борна Чорич, хорватский теннисист, экс-12-я ракетка мира.
- 1997 — Нуссаир Мазрауи, марокканский футболист.
- 1998 — София Кенин, американская теннисистка, экс-четвёртая ракетка мира.

## Скончались

### До XIX века
- 565 — Юстиниан I (р. 483), византийский император (527—565).
- 1282 — Нитирэн (р. 1222), японский буддистский пророк.
- 1263 — Александр Невский (р. 1220), русский полководец, святой благоверный князь.
- 1618 — Анна Мария Бранденбургская (р. 1567), принцесса Бранденбургская, в замужестве герцогиня Померанская.
- 1633 — Уильям Эймс (р. 1576), английский богослов.
- 1687 — Нелл Гвин (р. 1650), английская актриса, фаворитка короля Карла II.
- 1716 — Готфрид Лейбниц (р. 1646), немецкий философ-идеалист, математик, физик и изобретатель.
- 1746 — Георг Стеллер (р. 1709), немецкий врач и натуралист.
- 1750 — Томас Ли (р. 1690), губернатор Вирджинии.

### XIX век
- 1825 — Жан Поль (наст. имя Иоганн Пауль Фридрих Рихтер; р. 1763), немецкий писатель.
- 1829 — Луи Никола Воклен (р. 1763), французский химик и фармацевт, первооткрыватель хрома и бериллия.
- 1831
  - Георг Вильгельм Фридрих Гегель (р. 1770), немецкий философ.
  - Игнац Плейель (р. 1757), французский композитор и музыкальный издатель австрийского происхождения.
- 1832 — Расмус Раск (р. 1787), датский лингвист и ориенталист.
- 1841 — Томас Брюс, граф Элгин (р. 1766), английский дипломат, вывезший в Британию памятники Древней Греции.
- 1844 — Флора Тристан (р. 1803), французская социалистка, феминистка, писательница.
- 1848 — Людвиг Шванталер (р. 1802), баварский немецкий скульптор.
- 1872 — граф Павел Киселёв (р. 1788), русский государственный и военный деятель, генерал от инфантерии.
- 1886 — Август Вагнер (р. 1828), российский астроном, вице-директор Пулковской обсерватории.
- 1889 — Иоганн Карл Фердинанд Тиман (р. 1848), немецкий химик-органик.

### XX век
- 1905 — Роберт Уайтхед (р. 1823), английский инженер, считающийся изобретателем торпеды.
- 1908 — Алексей Александрович (р. 1850), четвёртый сын российского императора Александра II, председатель Адмиралтейств-совета (1881—1905).
- 1914 — Стеллан Рюэ (р. 1880), датский кинорежиссёр.
- 1915
  - Букер Талиафер Вашингтон (р. 1856), американский просветитель, оратор, политик, борец за права чернокожих.
  - Грегор Краус (р. 1841), немецкий профессор ботаники, директор ботанического сада в Галле.
- 1918 — Максим Антонович (р. 1835), русский литературный критик, публицист, философ.
- 1942 — погиб Константин Заслонов (р. 1910), партизан, Герой Советского Союза.
- 1946 — Мануэль де Фалья (р. 1876), испанский композитор, пианист, музыковед.
- 1975 — Артемий Айвазян (р. 1902), советский джазовый музыкант, композитор, создатель Государственного эстрадного оркестра Армении.
- 1979 — Алексей Чернов (р. 1908), актёр театра и кино, народный артист РСФСР.
- 1977 — Бхактиведанта Свами Прабхупада (р. 1896), индийский религиозный деятель и писатель, основатель Международного общества сознания Кришны.
- 1982 — Пётр Якир (р. 1923), советский историк, правозащитник.
- 1985 — Дмитрий Беляев (р. 1917), русский советский генетик, академик.
- 1990 — Леонид Трауберг (р. 1902), советский кинорежиссёр и сценарист.
- 1991 — Тони Ричардсон (р. 1928), английский кинорежиссёр, сценарист, лауреат «Оскара».

### XXI век
- 2005 — Игорь Белов (р. 1964), последний вокалист группы ДК.
- 2017 — Виталий Шаповалов (р. 1939), актёр театра и кино, народный артист РСФСР.
- 2020 — Армен Джигарханян (р. 1935), советский, российский и армянский актёр, театральный режиссёр и педагог.
- 2023 — Артур Паркин (р. 1952), новозеландский хоккеист (хоккей на траве), полевой игрок. Олимпийский чемпион 1976 года.

## Приметы
Кузьминки осенние, Кузьма и Демьян — рукомесленники, Куретники, Кузьминки — покровители ремёсел.
- Кузьминки — встреча зимы.
- Кузьма и Демьян — проводы осени, встреча зимы.
- Устанавливается первый непрочный зимний путь.
- Снежный день обещает будущей весной большой разлив.
- Коли Кузьма закуёт реку, то Михайло (21 ноября) раскуёт (Михайловские оттепели).
- Кузьминки — об осени поминки. Первый зимний праздник, начало зимы.
- На Кузьму-Демьяна курицу на стол — с этого дня начинали бить кур на продажу.
- Если на Козмодемьяна лист остаётся на дереве, на другой год будет мороз.
- Если на Кузьму-Демьяна дороги развезёт грязью — не жди морозов до начала декабря.
- Девичий День.
- Девушки пили сладкий солод и заедали с утра на голодный желудок круто сваренным яйцом (считалось, что это оградит от недомоганий).
- Святые Кузьма-Демьян почитались покровителями также рукоделия, особенно женского.
- Кузьминки повсеместно считаются девичьим праздником, который длится три дня. В девичьих посиделках и гуляньях принимали участие также и парни. Для общего стола они имели обыкновение воровать кур, что не считалось в эти дни за большой грех.
- Осенние Кузьминки были разгаром свадеб на Руси, и девушки страстно задумывали на любовь, на то, чтобы святые «сравняли их — поздних — с ранними». Девушки заклинали в это утро о женихах, просили с крыльца: "Кузьма-Демьян, идите жить к нам[9].